# 鵜飼屋站
鵜飼屋站（日语：／ Ukaiya eki */?）是位於岐阜縣岐阜市長良丘，名古屋鐵道岐阜市內線本線（長良線）的電車站（廢站）。電車站位於長良橋的北邊（長良川右岸）。

## 歷史
在1912年，岐阜市內線的前身美濃電氣軌道從本町站延伸至此站南邊，靠近於長良川的長良橋站。隨後為了讓路面電車跨越長良川而建設了新的長良橋。在1915年，新橋建設完成，路線繼續向北延伸至長良川北岸的長良北町站，同時開設了此站。電車站在太平洋戰爭下的1944年一度暫停營業。在戰後重開，包含此站的前後區間均雙線化。後來由於汽車開始普及，使岐阜市內線的客量與業績不理想。隨著於1988年舉行岐阜中部未來博，為了避免阻礙市內的交通，把包含此站在內的徹明町站至長良北町站之間區間被廢除。而此站也同時被廢除。
- 1915年（大正4年）11月20日 - 美濃電氣軌道市內線長良橋站至長良北町站之間開通，此站啟用[6]。
- 1930年（昭和5年）8月20日 - 美濃電氣軌道與名古屋鐵道（第一代。同年中改名為名岐鐵道，在1935年起再改名為名古屋鐵道）合併。成為名古屋鐵道的岐阜市內線電車站[6]。
- 1944年（昭和19年） - 電車站暫停營業[6]。
- 1948年（昭和23年）5月11日 - 電車站重開[6]。
- 1957年（昭和32年）3月31日 - 包含此站在內，長良橋站至長良北町站之間雙線化完成[6]（在1956年，長良橋（日语：長良橋）重建完成）。
- 1973年（昭和48年）7月22日 - 由於需要進行路軌遷移，此站至長良北町站之間直至同年12月19日前暫停營業。
- 1988年（昭和63年）6月1日 - 岐阜市內線徹明町站至長良北町站之間廢除，此站也同時廢除[6]。

## 電車站構造
截至電車站廢除前，此站是地面車站，設有2面2線的相對式月台。電車站是建於在混合路權軌道上。此站沒有站房。

### 配線圖
| ← 長良北町方向  | 鵜飼屋站 站內配線略圖 | → 徹明町方向 |
| 图例 参考文献： |                       |              |

## 其他
- 鵜飼屋站位於長良陸閘（日语：長良橋陸閘）南邊（長良川旁）。因此當長良川為了防範洪水而把該閘門關閉時，鵜飼屋站便不能使用。鄰站長良橋站也是相同情況，當對面岸的大宮陸閘關閉時，便不能使用長良橋站。

## 相鄰電車站
名古屋鐵道
岐阜市內線
長良橋－鵜飼屋－長良北町

## 注腳
1. ↑  . 鄉土出版社. 1997: 31. ISBN 4-87670-097-4.
2. ↑  . 名鉄のオススメ. 名古屋鉄道.   [2016-07-09]. （原始内容存档于2021-09-28） （日语）.
3. 1 2  . 鄉土出版社. 1997: 21-24. ISBN 4-87670-097-4 （日语）.
4. ↑  . 鄉土出版社. 1997: 23–25. ISBN 4-87670-097-4 （日语）.
5. ↑  名古屋鉄道広報宣伝部（編）. . 名古屋鐵道. 1994: 571 （日语）.
6. 1 2 3 4 5 6  . 鄉土出版社. 1997: 218–230. ISBN 4-87670-097-4 （日语）.
7. ↑  電氣車研究會，《鐵道畫刊》通卷第473號 1986年12月 臨時增刊号 「特集 - 名古屋鐵道」，附圖「名古屋鐵道路線略圖」